# Ried bei Kerzers
Ried bei Kerzers (toponimo tedesco, fino al 1913 Oberried od Oberried bei Murten; in francese Essert) è un comune svizzero di 1 185 abitanti del Canton Friburgo, nel distretto di Lac.

## Storia
Nel 1854 la località di Stämpflishäusern, fino ad allora frazione di Ried bei Kerzers, è stata assegnata al comune di Gurbrü; il 1º gennaio 2006 Ried bei Kerzers ha inglobato il comune soppresso di Agriswil.

## Società

### Evoluzione demografica
L'evoluzione demografica è riportata nella seguente tabella:
Abitanti censiti

## Amministrazione
Ogni famiglia originaria del luogo fa parte del comune patriziale che ha la responsabilità della manutenzione di ogni bene comune.